# Bundesstraße 189
Pour les articles homonymes, voir B189 et Route 189.
La Bundesstraße 189 est une Bundesstraße des Länder de Saxe-Anhalt et Brandebourg.

## Histoire
Après la construction de la chaussée Berlin-Hambourg entre 1827 et 1830, les voies de connexion partant de Perleberg sont également des chaussées dans les années 1840. La route entre Wittenberge et Perleberg devient une chaussée en 1843. La construction de la route entre Wittenberge et Stendal a lieu en 1846, en même temps que la construction de la ligne de chemin de fer. En 1849, la section orientale de Perleberg à Pritzwalk est construite.
La preußische Staatschaussee Nr. 86a en tant que ligne secondaire de la preußischen Staatschaussee Nr. 86 commence à Dolle et va à Witendberge en passant par Stendal, Osterburg et Seehausen.
La Reichsstraße 189 est établie vers 1937. Cette route est entièrement sur le territoire de la RDA et a été désignée comme Fernverkehrsstraße 189 (abréviation F 189).
En 2003, la Bundesstraße reliant Pritzwalk à Wittstock (jonction de la Bundesautobahn 19) est étendue en modernisant la Landesstraße 15 sur 19,5 km.
À l'époque de la RDA, une voie de contournement pour Wittenberge est construite, ce qui allonge la route à destination de Seehausen à 21,5 km. À cette occasion, un nouveau pont routier sur l'Elbe est bâti. Ce pont est, avec son étendue de 1 110 m, le plus long du pont routier construit par la RDA. La construction commence en juin 1973 et s'achève le 21 juillet 1978 avec l'ouverture de la voie de contournement. Dans les années 1980, Osterburg a aussi un contournement. En 2003, la route à quatre voies B 189n est réalisée en tant que voie de contournement ouest à Barleben et Wolmirstedt. Depuis juin 2005, Stendal est contournée au sud (avec la Bundesstraße 188) et à l'est sur une longueur d'environ 10 km. Le 19 décembre 2007, la dernière section de la déviation de Pritzwalk est ouverte à la circulation.
La section entre les jonctions de Colbitz et de Wolmirstedt de la B 189 est rétrogradée en Landesstraße 29 le 29 octobre 2014.

## Source
- (de) Cet article est partiellement ou en totalité issu de l’article de Wikipédia en allemand intitulé « Bundesstraße 189 » (voir la liste des auteurs).